# Saturnalien
Die Saturnalien waren im Römischen Reich zunächst ein Festtag zu Ehren von Saturn. Er galt als Herrscher des Goldenen Zeitalters. Ursprünglich handelte es sich um ein Fest, das mit dem Abschluss der Winteraussaat in Verbindung stand. Damit waren die Saturnalia das größte römische Bauernfest.
Im Jahre 217 v. Chr. im Verlauf des Zweiten Punischen Krieges wurde es als Ritus nach griechischem Vorbild (graeco ritu) umgestaltet. Seit jenem Jahr ist ein Opfer und ein großes Gelage (lectisternium) am Saturntempel bis tief in die Nacht hinein mit karnevalesken Zügen belegt. Titus Livius nannte als Anlass für die Saturnalia die Dedikation des Saturntempels im Jahr 497 v. Chr.; so stand das Gründungsdatum im Zusammenhang mit dem Saturntempel auf dem Forum Romanum. Die festliche Zeit war in den Fasti Antiates maiores aufgeführt.

## Verlauf der festlichen Aktivitäten
Die Feiern begannen mit einem Opfer vor dem Tempel des Saturn und einem öffentlichen Mahl. Öffentliche Einrichtungen waren während der Saturnalien geschlossen. Die Tempel veranstalteten öffentliche Speisungen. Es war üblich, sich zu den Saturnalien zu beschenken. In privaten Gastmählern mit zum Teil exzessiven Trink- und Essgelagen wurden Spottgedichte und Rätsel vorgetragen. Römische Bürger legten die Toga ab und trugen bequeme Tuniken. Die Teilnehmer der Saturnalien setzten sich Pillei auf, Filzkappen, die sonst nur von freigelassenen Sklaven getragen wurden. Es wurde ein Saturnalienfürst (Saturnalicus princeps) gewählt, teilweise wurde dieser auch rex bibendi („König des Trinkens“) genannt. Dieser Name deutet auch auf den stark gesteigerten Weinkonsum während der Festtage hin. Nicht nur der Wein wurde während der Festtage in großem Maße getrunken, es war auch offiziell das Würfelspiel um Geld erlaubt und es konnten Festgeschenke, apophoreta, verlost werden. Auch sonst lockerte sich die Moral während der Feiertage erheblich. Die „Aufhebung“ der Standesunterschiede war ein wichtiger Aspekt der Saturnalien; so wurden auch Sklaven an diesem Tag von ihren Herren wie „Gleichgestellte“ behandelt, ja teilweise wurden die Rollen sogar (scherzhaft) umgekehrt, so dass die Herren ihre Sklaven bedienten. Während der Saturnalien beschenkte man einander mit zum Teil sehr wertvollen Geschenken.
Er wurde ursprünglich als Endoitio Exitio Nefas am 17. Dezember gefeiert und wechselte nach der julianischen Kalenderreform den Tagescharakter auf einen Nefas Piaculum. Die Saturnalien fanden erst nach 45 v. Chr. als mehrtägiges Fest zwischen dem 17. und 23. Dezember statt, das später allerdings bis zum 30. Dezember ausgedehnt wurde.

## Rezeption

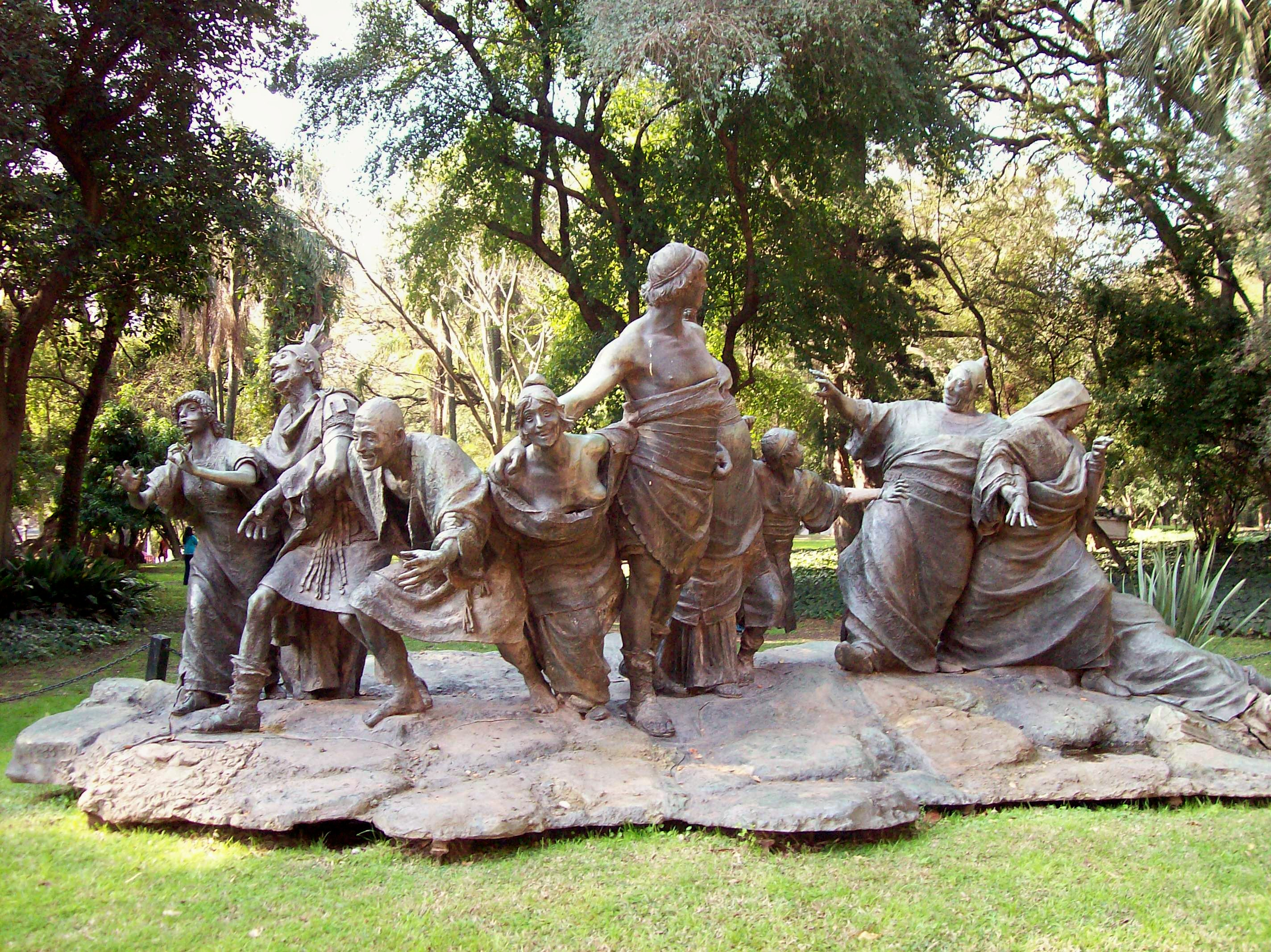
Saturnalia. Kopie einer Skulpturengruppe von Ernesto Biondi, Botanischer Garten Buenos Aires (1909)

Die ältere Volkskunde sah im Bohnenkönig einen Erben der römischen Saturnalien, doch bestreiten neuere Ansätze eine solche Kontinuität. Von Martin Persson Nilsson und Alexander Hislop wird eine Beziehung zum christlichen Weihnachtsfest hergestellt. Dies wird jedoch von dem Althistoriker Theodor Kissel als Spekulation angesehen.
Das fiktive Gespräch im Werk Saturnalia des spätantiken Gelehrten Macrobius Ambrosius Theodosius spielt zu den Saturnalien.
An einigen deutschen Hochschulen (zum Beispiel Köln und Kiel) werden heute traditionell „Saturnalien“ als studentisches Fest veranstaltet, bei dem man in der Vorweihnachtszeit mit den Dozenten „abrechnet“.

## Nachleben
Mittelalterliche Feste, wie Karneval, Fastnacht und Fasching, der Narrentag, der Eselstag, das Osterlachen oder das Weihnachtslachen zelebrierten ebenfalls die zeitweise Umkehrung der herrschenden Verhältnisse. Sie wurden bevorzugt vom niederen Klerus begangen, der aus seinen Reihen dann oft einen Narrenabt oder Narrenbischof erwählte. Auch Narrenkönige waren bekannt.